# M3 Scout Car
El M3 Scout Car fue un automóvil blindado empleado por Estados Unidos durante la Segunda Guerra Mundial. También era conocido como White Scout Car debido a su fabricante, la White Motor Company. Fue empleado en diversos papeles, inclusive patrulla, exploración, vehículo de mando, ambulancia y tractor de artillería.

## Historia

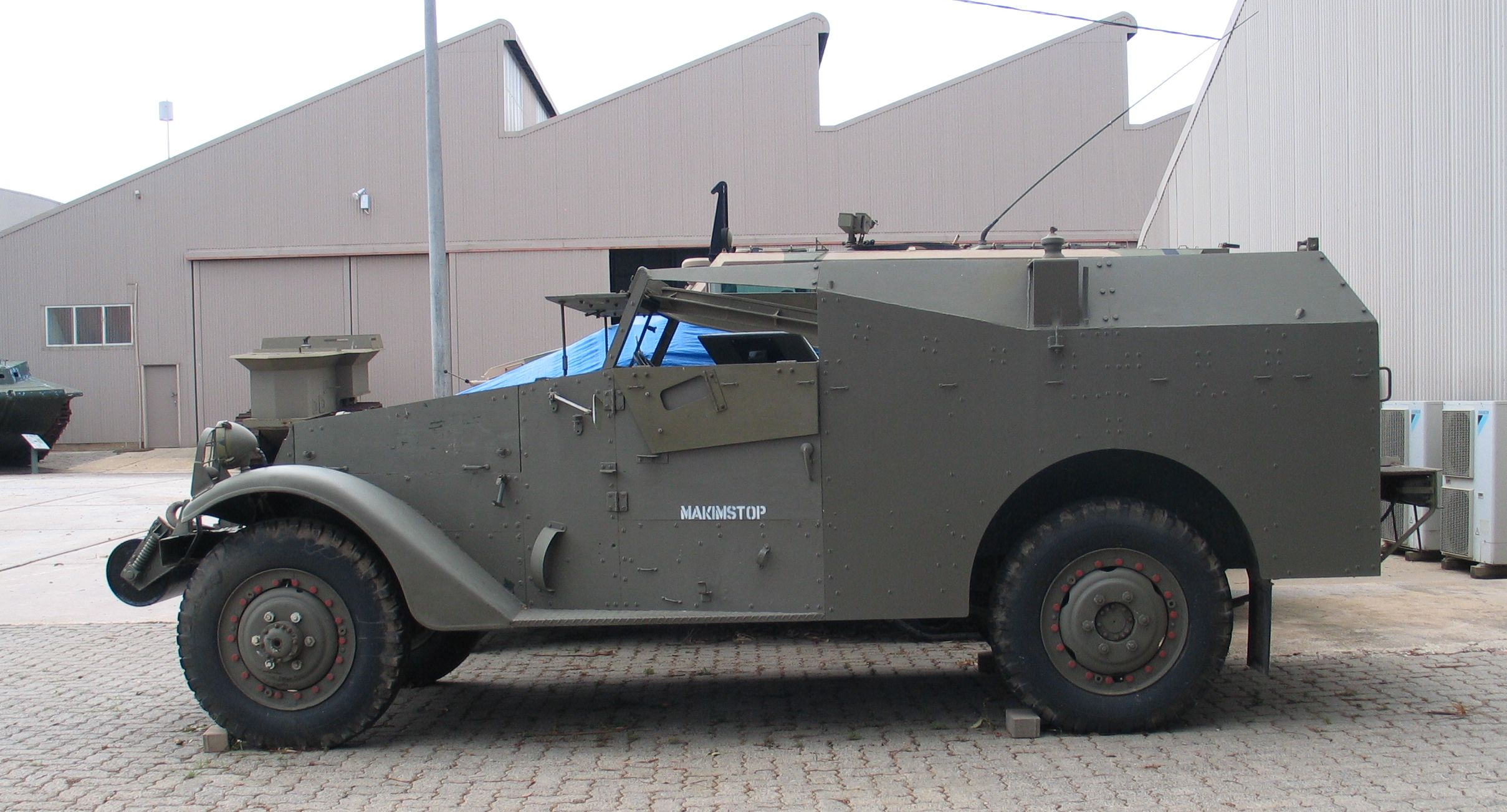
Perfil del vehículo

El diseño del vehículo empezó en la White Motor Company, con sede en Cleveland, en 1937. Tenía un blindaje de acero cementado de 6,4 mm de espesor, tracción en las cuatro ruedas permanente (sin modo de desactivarla), una caja de cambios manual con cuatro velocidades constantes (y una en reversa) y una caja de transferencia de dos velocidades, suspensión de ballestas, dirección manual y frenos asistidos por vacío (inusuales para la época). Su batalla era de 3,3 m y su rodaje era de 1,65 m. Sus ruedas tenían un ancho de 220 mm y un diámetro de 510 mm, empleando llantas militares estándar de 12 capas no direccionales. Su tanque de combustible tenía una capacidad de 110 l.
La orden inicial fue de 64 unidades, las cuales fueron entregadas a la 7.ª Brigada de Caballería. Finalmente, el ejército decidió adoptar una versión mejorada, designada M3A1. La nueva versión tenía una carrocería más larga y ancha. En su parachoques delantero iba montado un rodillo desenzanjador. El M3A1 podía trasportar hasta siete soldados y ofrecer fuego de apoyo con tres ametralladoras - una de 12,7 mm y dos de 7,62 mm - montadas sobre un riel tubular alrededor de la carrocería.
La producción del M3A1 empezó en 1940 y continuó hasta 1944, con 20.918 vehículos construidos.
Su diseño influenció el de los posteriores semiorugas estadounidenses, tales como el Semioruga M3 y el BTR-40 soviético de posguerra. El primigenio Semioruga M2 copió su disposición del blindaje, así como el riel tubular para montar ametralladoras.   

## Historial de combate

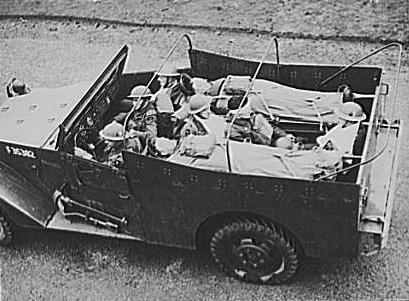
Un White Scout Car empleado como ambulancia por los británicos.

El M3A1 entró en combate con el Ejército filipino en las Filipinas en 1941-1942,[cita requerida] también siendo empleado por las unidades de Caballería del Ejército de los Estados Unidos en la campaña del norte de África y la invasión de Sicilia en los tradicionales papeles de caballería, como exploración y vigilancia y también como vehículo blindado de mando. Para mediados de 1943, las desventajas de su diseño - falta de techo, pobre movilidad a campo través y poco armamento - eran evidentes. Durante 1943, la mayoría de unidades del ejército estadounidense reemplazaron al M3A1 con el M8 Greyhound y el similar M20 Utility Car. Una pequeña cantidad de M3A1 fueron mantenidas y usadas en Normandía. Unos cuantos M3A1 fueron empleados por los Marines en el Frente del Pacífico, pero ninguno entró en combate.
Estados Unidos suministró al Ejército Nacionalista Chino automóviles M3 Scout Car desde 1942. Los chinos emplearon el M3 tanto durante la segunda guerra sino-japonesa como en la guerra civil china.
El M3A1 también fue suministrado a través del Lend-Lease a la Unión Soviética (3.034 vehículos, que estuvieron en servicio hasta por lo menos 1947) y al Reino Unido. También fueron empleados para equipar a las fuerzas de la Francia Libre, así como a unidades belgas, checoslovacas y polacas. Después de la guerra, muchos vehículos fueron principalmente vendidos a países asiáticos y sudamericanos. En el Ejército Rojo, el automóvil fue principalmente utilizado como vehículo de reconocimiento blindado, pero también como tractor de artillería para el cañón de campaña ZiS-3 de 76 mm. Fue ampliamente utilizado durante la guerra. En servicio británico y francés, los M3A1 fueron empleados como vehículos para observadores de artillería de campaña, ambulancias y vehículos de exploración.
Unos cuantos vehículos fueron empleados por Israel en la guerra árabe-israelí de 1948. Al menos un M3A1 israelí fue modificado con un techo blindado y una torreta. Francia empleó sus M3A1 en la guerra de Indochina y la guerra de Independencia de Argelia.
Hacia finales de la década de 1990, el único país que mantenía en servicio al M3A1 era República Dominicana.

## Usuarios
- Estados Unidos
- Alemania nazi - El Heer empleó vehículos capturados en el Frente Occidental.
- Australia
- Bélgica
- Bolivia
- Brasil - 100 M3A1
- Camboya
- Canadá
- Chile
- Colombia
- Costa Rica
- Checoslovaquia
- China
- Estado de Katanga
- Filipinas
- Francia
- Grecia
- Israel
- Líbano - Empleado por la Gendarmería y la Fuerza Aérea Libanesa (1949-1959).
- México
- Noruega
- Polonia
- Portugal
- Reino de Laos - Ejército Real de Laos
- Reino Unido
- República de China
- República Dominicana
- Unión Soviética
- Venezuela
- Vietnam del Sur
- Yugoslavia

## Variantes
- M3 (1938) - Versión original. Se construyeron 64 unidades
- M3A1 (1941) - Con chasis extendido.
- M3A1E1 - Era propulsado por un motor diésel Buda. Se construyeron 100 unidades.
- M3A1E2 - Con techo blindado.
- M3A1E3 - Fue armado con un cañón M3 37 mm montado sobre un afuste de pedestal T6. No llegó a producirse en serie.
- M3A1 Command Car (1943) - Blindaje más grueso y armado con una ametralladora de 12,7 mm